# Elias Levita

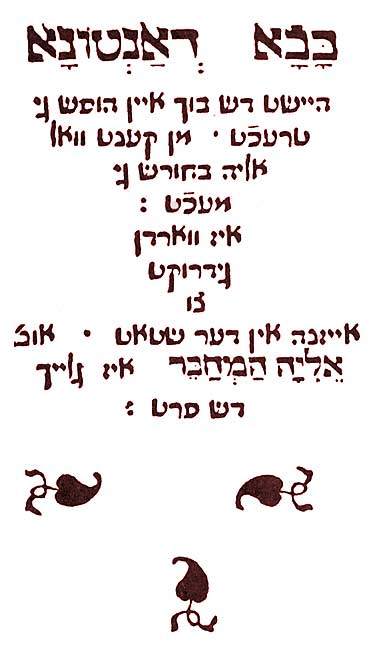
Página del Bovo-Bukh (Libro de Bovo, escrito por Elias Levita Bajur entre 1507- y 1508), primera obra literaria secular en yidis, impresa en Isny (Baden-Wurtemberg, Alemania) en 1541. Se trata de un clásico de la cultura judía y de la literatura yidis, una novela de caballerías que cuenta con no menos de 40 ediciones.

Elias Levita Bajur (Alemania, 13 de febrero de 1469 - Venecia, 28 de enero de 1549), en hebreo: אליהו בן אשר בחור), también conocido como Elijah Levita, Eliahu Bakhur ("Eliahu Bachur"), fue un poeta, profesor, traductor y escritor en yidis durante el Renacimiento. Es el autor de Bovo-Bukh(1507-1508), el más popular romance de caballerías escrito en yidis, que, según Sol Liptzin, es "generalmente considerada como la más destacada obra poética en yidish antiguo".

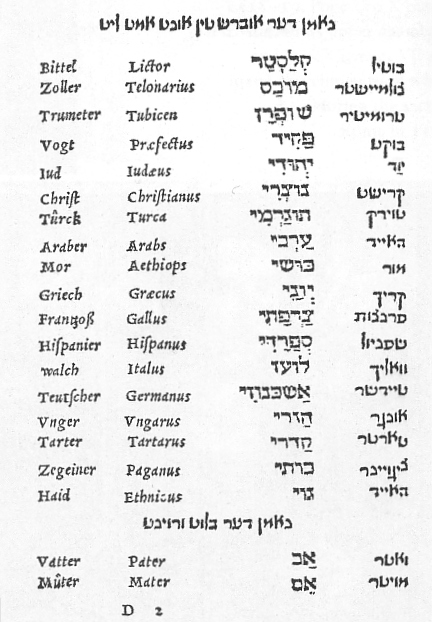
Una página de Tishbi, diccionario yiddish - hebreo - Latín-alemán de Levita.

Nacido en Neustadt cerca de Núremberg, era el menor de nueve hermanos. Durante su juventud, los judíos fueron expulsados de esa localidad y se fue a vivir a Venecia en 1496, donde se convirtió en una de las más importantes figuras del florecimiento de la literatura en yidis después de que los descendientes de judíos askenazíes, que emigraron hacia allá, adoptaran el idioma italiano local. Se convertirá en importante traductor y poeta de la época renacentista.
Elia Levita murió el 28 de enero de 1549 en Venecia, a la edad de 80 años.

## Obras
- Bovo-Bukh(1507-1508), basado en el romance popular Buovo d'Antona, basado a su vez en el romance normando sobre Sir Bevis of Hampton.[3]
- Sefer Tüv Ta'am (1527), un tratado sobre s acentos.
- Tishbi (1541), un diccionario que contiene 712 palabras utilizadas en el Talmud y el Midrash, con explicaciones en alemán y su traducción al latín hecha por Fagius.
- Sefer Meturgeman (1541), explicando todas las palabras arameas encontradas en el Tárgum.
- Shemot Debarim (1542), lista alfabética de las palabras técnicas hebreas.
- Versión en yiddish del Pentateuco, los Cinco Rollos (megillah), y Haftarah (1544).

También se le atribuye el romance Paris y Viena, que narra la historia de un caballero (Paris) y una princesa (Viena).

### Citas
1. ↑  Liptzin: op. cit., pp. 5 y 7.
2. ↑  Liptzin: op. cit., pág. 5.
3. ↑  Liptzin: op. cit., pág. 6.
4. ↑  Liptzin: op. cit., pp. 7 y 8.